# Peñíscola
Peñíscola là một đô thị trong tỉnh Castellón, Cộng đồng Valencia, Tây Ban Nha. Đô thị Peñíscola có diện tích 78,97 km², dân số theo điều tra năm 2010 của Viện thống kê quốc gia Tây Ban Nha là 8051 người. Đô thị Peñíscola nằm ở khu vực có độ cao 46 mét trên mực nước biển.
Thị trấn nằm ở Costa del Azahar, phía bắc của Serra d'Irra dọc theo bờ biển Địa Trung Hải. Đây là điểm đến du lịch nổi tiếng.

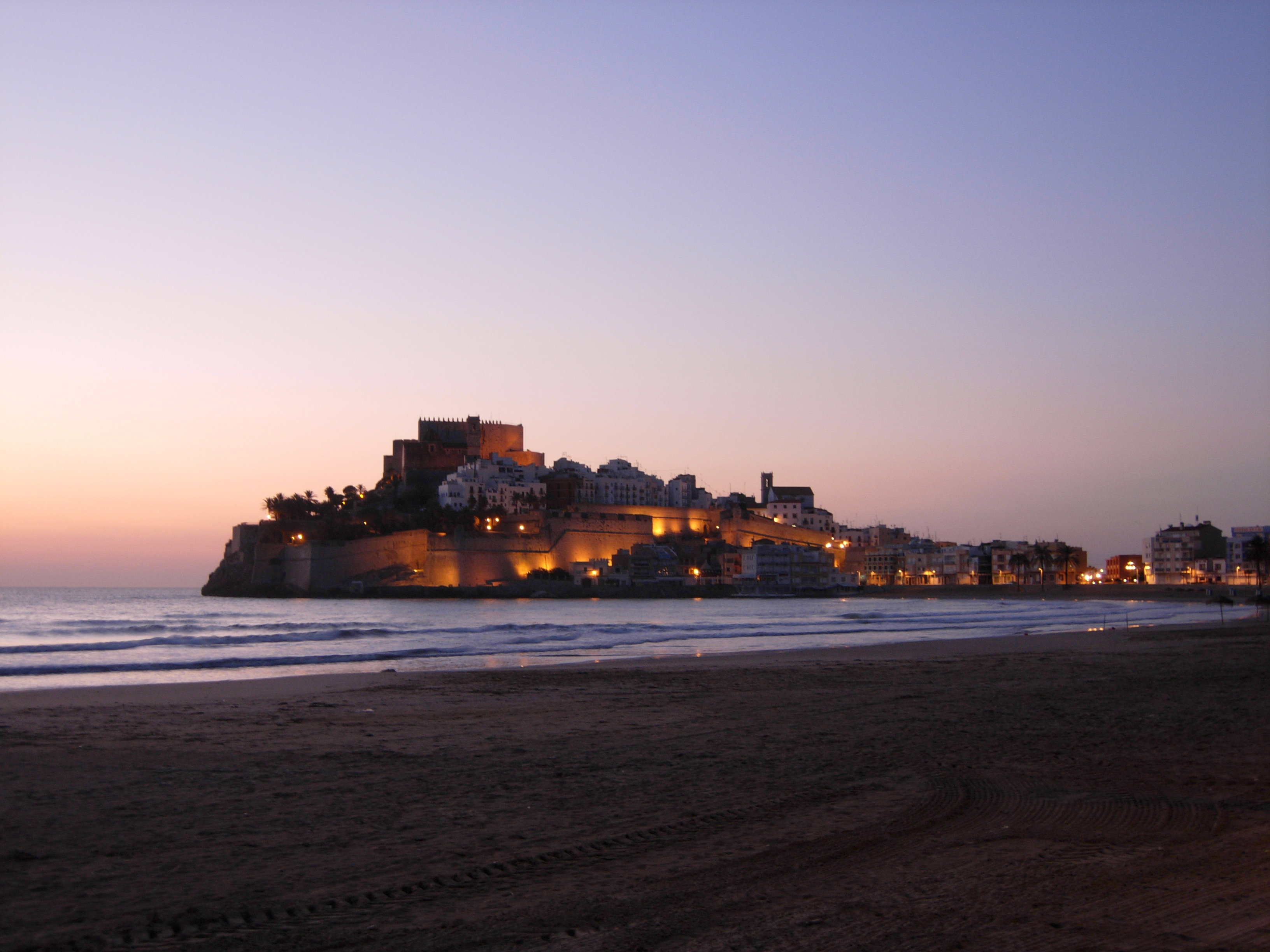